# Protaxymyia melanoptera
Protaxymyia melanoptera är en tvåvingeart som beskrevs av Boris Mamaev och Nina Krivosheina 1966. Protaxymyia melanoptera ingår i släktet Protaxymyia och familjen Axymyiidae. Inga underarter finns listade i Catalogue of Life.